# Slezena
Slezena (lat. lien) je organ koji se nalazi u tijelima svih kralježnjaka. Kod čovjeka slezena se nalazi u trbuhu, a služi za razgradnju oštećenih crvenih krvnih stanica i kao spremnik krvi. Smatra se da je slezena jedan od središta aktivnosti retikuloendotelnog sustava (dio imunološkog sustava). 
Slezene je smještena u gornjem lijevom dijelu trbušne šupljine, iza želuca i odmah ispod ošita. Dimenzije organa su 125 × 75 × 50 mm, a težina prosječno 150 g.
Slezena je obavijena vezivnom čahurom. Od čahure u unutrašnjost, parenhim slezene odlaze vezivne pregrade (trabekule), koje sadrže krvne žile i živce.  
Unutar pregrada nalaze se okrugle nakupine limfnog tkiva koje se nazivaju bijela pulpa. Oko bijele pulpe je tkivo bogato krvlju koja se naziva crvena pulpa. 
Histološki, bijela pulpa se sastoji od nakupina limfnog tkiva smještenih oko terminalnih ogranaka vena i arterija. Posebni sinusi slezene povezuju arterijske i venske dijelove krvotoka slezene. Sinusi su posebno građeni, tako da omogućuju prolaz samo savitljim ("zdravim i mladim") stanicama. Sinusi su smješteni u crvenoj pulpi koja je građena od retikularnog tkiva. Uz retikularno tkivo koje se sastoji od retikularnih stanica i retikularnih vlakana (koja čine mrežu unutar crvene pulpe), u crvenoj pulpi nalaze se i druge stanice (npr. makrofag, granulocit, eritrocit, plazma stanica). 
Glavne uloge slezene mogu se općenito podijeliti na:
- stvaranje limfocita – u nakupinama limfnog tkiva stvaraju se limfociti koji u slezeni prelaze u krvotok
- razgradnja eritrocita – stari i oštećeni eritrociti se uglavnom uklanjaju u slezeni
- obrana organizama – slezena sadrži velik broj različitih stanica imunološkog sustava.

## Vanjske poveznice
- Anatomija slezene  Arhivirana inačica izvorne stranice od 13. listopada 2011. (Wayback Machine)